# Carla Henius
Carla Henius   (Mannheim, 4 de maig de 1919 - Murnau am Staffelsee, 27 de desembre de 2002) va ser una soprano i mezzosoprano operística alemanya, professora de veu i llibretista. Va tenir un paper decisiu en la promoció d'obres recents de compositors com Arnold Schönberg, Karlheinz Stockhausen i Luigi Nono per a l'escenari. Va escriure el llibret d'una òpera d'Aribert Reimann.

## Carrera
Nascuda a Mannheim, Henius va estudiar a la "Musikhochschule" Berlin amb Hans Emge, Maria Ivogün i Lula Mysz-Gmeiner. Va debutar al "Staatstheater Kassel" el 1943, apareixent el mateix any al paper principal de Die Kluge de Carl Orff. Va ser membre del "Staatstheater Darmstadt" des de 1946, del "Pfalztheater" de Kaiserslautern des de 1949 i al ""Nationaltheater Mannheim" de 1951 a 1956, on va aparèixer en el paper principal a l'estrena de l'opereta Geliebte Manuela de Fred Raymond el 1951.
Va ser professora a la "Musikhochschule Hannover" des del 1957, nomenada professora el 1962 i va ensenyar fins al 1966. Va continuar treballant com a cantant independent, amb especial atenció a compositors més recents. El 13 d'abril de 1961, va actuar a La Fenice de Venècia en l'estrena de Intolleranza de Luigi Nono 1960. Va aparèixer a la "Piccola Scala" de Milà el 1965 a l'estrena de l'òpera Atomtod de Giacomo Manzoni. El seu repertori contenia música des d'Arnold Schönberg fins a Karlheinz Stockhausen i Luigi Nono, i va actuar en òperes de Boris Blacher, Werner Egk, Gottfried von Einem i Gerhard Wimberger.
Dieter Schnebel va compondre per a ella el 1970/71, Atemzüge, für mehrere Stimmorgane und Reproduktionsgeräte, que va estrenar el novembre de 1971 a Roma, amb Gisela Saur-Kontarsky i William Pearson. Va ser la solista vocal en un enregistrament de Le Marteau sans maître de Pierre Boulez el 1961, amb el flautista Severino Gazzelloni, el violista Dino Asciolla, el percussionista Leonida Torrebruno, dirigit per Bruno Maderna.
Henius estava casada amb l'intendent de l'Opernhaus Kiel, Joachim Klaiber. Va proposar des del 1963, primer amb Peter Ronnefeld, després amb Hans Zender, dedicar un terç del programa a l'òpera contemporània. Henius va ser cridada el 1977 al "Musiktheater im Revier de Gelsenkirchen" pel nou intendent, Claus Leininger, per formar i dirigir un "musik-theatre-werkstatt" (Taller de teatre musical). Quan Leininger es va traslladar al "Hessisches Staatstheater Wiesbaden", el va seguir i va dirigir una institució similar per a noves òperes allà.
Va morir a "Murnau am Staffelsee".

## Premis
El 1987 va ser guardonada amb el Premi de Cultura i Ciència de la ciutat de Kiel. El 1991 va rebre la Creu Federal del Mèrit. El 1996 va rebre el "Kulturpreis der Landeshauptstadt Wiesbaden". Un carrer de Wiesbaden porta el seu nom.

## Treball
Ein Traumspiel (1964). Llibret d'òpera després d'un Joc de somnis de Strindberg, traduït per Peter Weiss. Música: Aribert Reimann. Estrena el 20 de juny de 1965 al "Opernhaus Kiel".